# Jörg Huber

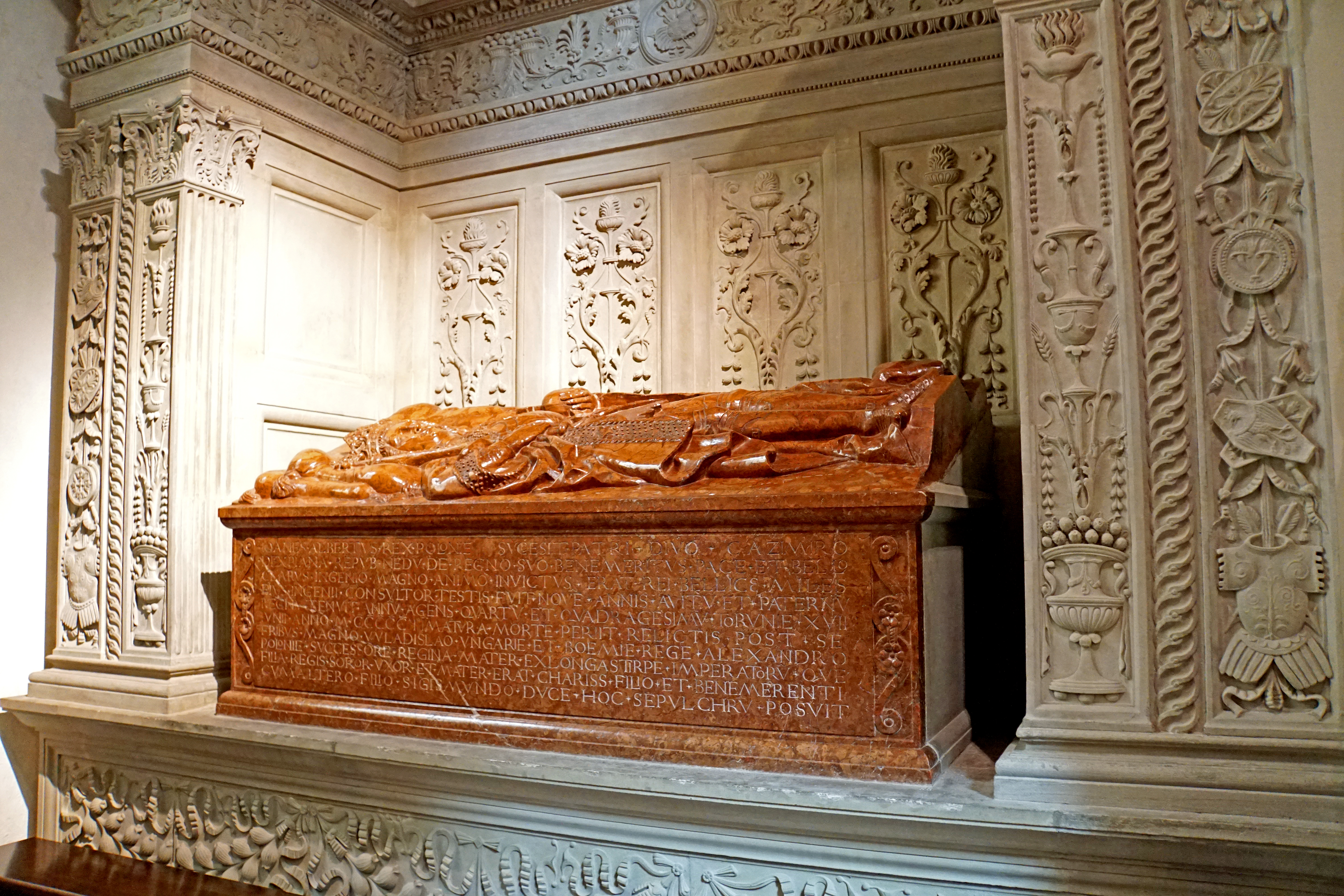
Płyta nagrobna króla Jana Olbrachta w Katedrze Wawelskiej

Jörg Huber z Passawy (zm. po 1507) – rzeźbiarz krakowski współpracujący z Witem Stwoszem. W 1492 roku wykonał kapitele baldachimu grobowca Kazimierza Jagiellończyka w Kaplicy Świętokrzyskiej, ponadto brał udział w pracach przy tumbie Piotra z Bnina oraz płycie prymasa Oleśnickiego. Przypisuje się mu (bądź Stanisławowi Stwoszowi) autorstwo płyty nagrobnej Jana Olbrachta, w kaplicy pw. Bożego Ciała, oraz tryptyku przeznaczonego do tej kaplicy, który obecnie znajduje się w przyziemiach Wieży Zegarowej przy wejściu do grobów królewskich.